# Per Savio
Per John Savio, född 16 oktober 1879 i Sør-Varanger i Norge, död 10 oktober 1905 i Sør-Varanger, var en  norsksamisk polarfarare och handelsman.
Per Savio blev vid 21 års ålder medlem av Carsten Borchgrevinks Sydpolenexpedition 1898–1900 med fartyget Southern Cross. Han och Ole Must skötte hundspannen.
Southern Cross-expeditionen var den första brittiska upptäcktsresan till Antarktis, något före de mer berömda expeditionerna av Robert Falcon Scott, Ernest Shackleton och Roald Amundsen. Initiativtagare och ledare var den norskfödde britten och skolläraren Carsten Borchgrevink. Tio medlemmar skulle bo vid Kap Adare vid Rosshavet.
Per Savio mottogs som en hjälte vid återkomsten till Norge. Han gifte sig med Ellen (Else) Josefsdatter Strimp, som var dotter till den samiske handelsmannen Josef Strimp i Strimpgården i Bugøyfjord. De fick tre barn tillsammans, varav endast konstnären John Savio (född 1902) levde till vuxen ålder. Ellen Savio dog 1905, och tre dagar efter hennes död omkom Per Savio till havs på Varangerfjorden, efter att ha hämtat hustruns kista i Vadsø.